# Imblattella ananindeua
Imblattella ananindeua är en kackerlacksart som beskrevs av Rocha e Silva 1964. Imblattella ananindeua ingår i släktet Imblattella och familjen småkackerlackor. Inga underarter finns listade i Catalogue of Life.